# 開元寺 (臺南市)
台南開元寺，位於台灣臺南市北區，清時的柴頭港溪溪畔，於1985年（民國七十四年）8月19日公告為二級古蹟，現升格為國定古蹟。前身為明鄭延平王室位於承天府北的離宮北園別館，後於康熙年間改建為寺，原稱海會寺，是台灣最早創立的官建寺院，也是臺灣佛教最著名的寺廟之一，對近代台灣佛教的發展關係頗深。該寺亦是臺灣府城七寺八廟之一。

## 沿革

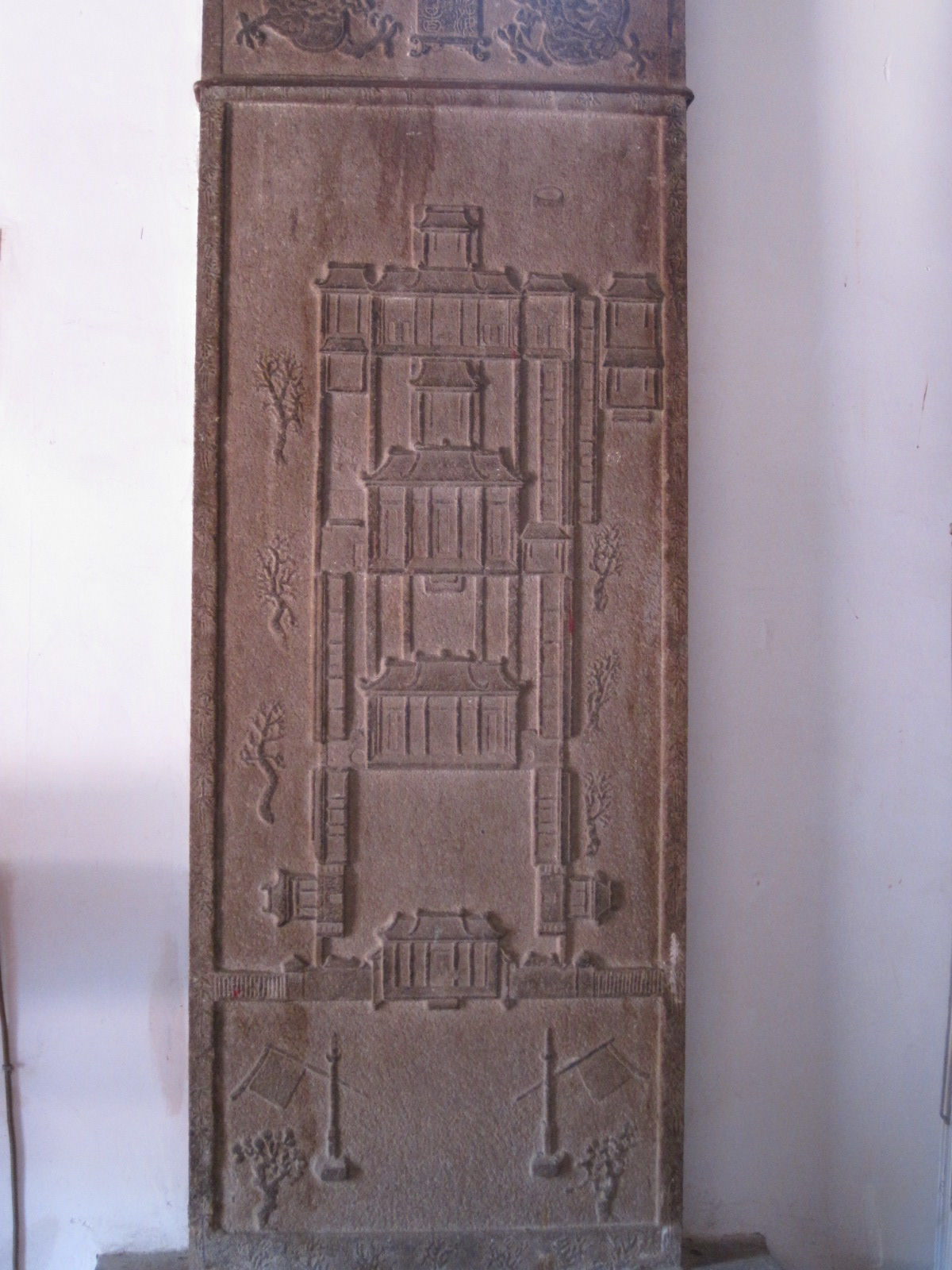
重修海會寺圖碑

### 前身
開元寺的前身，是明鄭永曆三十四年（1680年），延平王鄭經為奉養其母董太妃而建的「北園別館」（北園別宮），而在董氏去世後該園遂廢，此外鄭經長子、監國鄭克亦是在此地遭大臣馮錫範與鄭哲順絞死，史稱東寧之變。
明鄭時期結束，進入清治時期之後，臺廈道道員周昌也曾於康熙二十五年（1686年）在此地建亭築室，但不久就任滿回京，該園又廢。

### 建寺

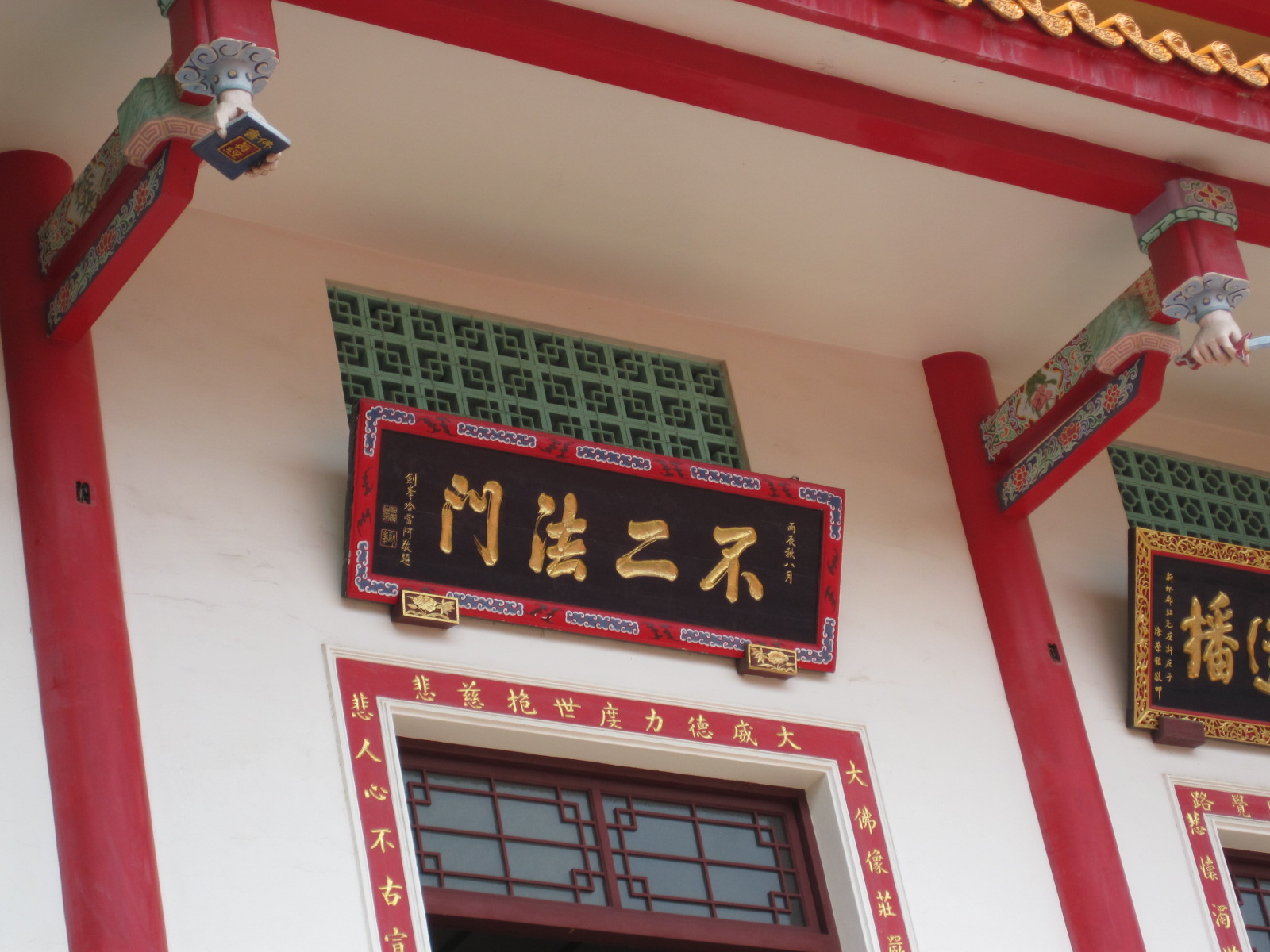
臺灣總兵哈當阿所題獻的「不二法門」匾

1690年（康熙二十九年），臺灣鎮總兵王化行與臺灣兵備道王效宗認為臺灣缺少佛寺，遂在此興建寺廟，因為是位於柴頭港溪入海之處，所以命名為「海會寺」，而因為該寺為臺灣第一座官建佛寺，便循唐玄宗開元年間所開之例，又稱「開元寺」。到了1750年（乾隆十五年），巡道書成重修該寺，且因該寺多石榴，又是禪宗流派臨濟宗在臺灣的本山，便改寺名為「榴禪寺」，但不久又恢復舊名。1772年（乾隆四十二年），臺灣知府蔣元樞整修該寺，並奠基該寺的格局，並留下碑記。18世紀末，該寺正式名稱改為開元寺，海會寺之名則成通稱。而1796年（嘉慶元年）時，為慶祝嘉慶帝登基，臺灣總兵哈當阿遂取「聖天子綏靖海疆至意」將寺名改為「海靖寺」，並予以重修、題獻三匾。到了1869年（咸豐九年）時，寺名確定為「開元寺」，1870年之後，約每隔20到30年小修一次，再隔60年大修一次。

### 日治時期至今
在臺灣日治時期，該寺一度差點被寺中僧人寶山賣給日本人，但該僧在寺產賣出前猝死，該寺遂保存下來。此外該寺由於第六任住持玄精上人的發願重修，寺廟漸恢復舊觀，宗教風氣亦盛。在得圓法師擔任住持時形成開元寺派，和月眉山派、觀音山派、法雲寺派、大崗山派並稱台灣佛教五大法脈。
二次大戰結束、進入民國時期後，開元寺至臺南舊城區的「三分子道路」被命名為「開元路」。而隨著市區的擴張，現在開元寺已包圍在臺南市區內，周圍高樓林立，不復昔日城郊巍然古剎之風光。
中華民國政府推行耕者有其田的政策，開元寺一度因土地生產不足以繳稅而陷入危機，後來經眼淨禪師與臺南士紳名流合力處理才化險為夷。而此後開元寺附近增建了佛學書院、禪學院、圖書館、幼稚園、慈愛醫院與安養中心等設施，與附近居民的生活有密切的互動。1963年（民國五十二年）翻修大士殿，改成兩層樓的水泥建築。在2000年（民國八十九年）完成前殿與正殿的整修，但有一些舊貌因而被修掉。

## 建築格局與特色

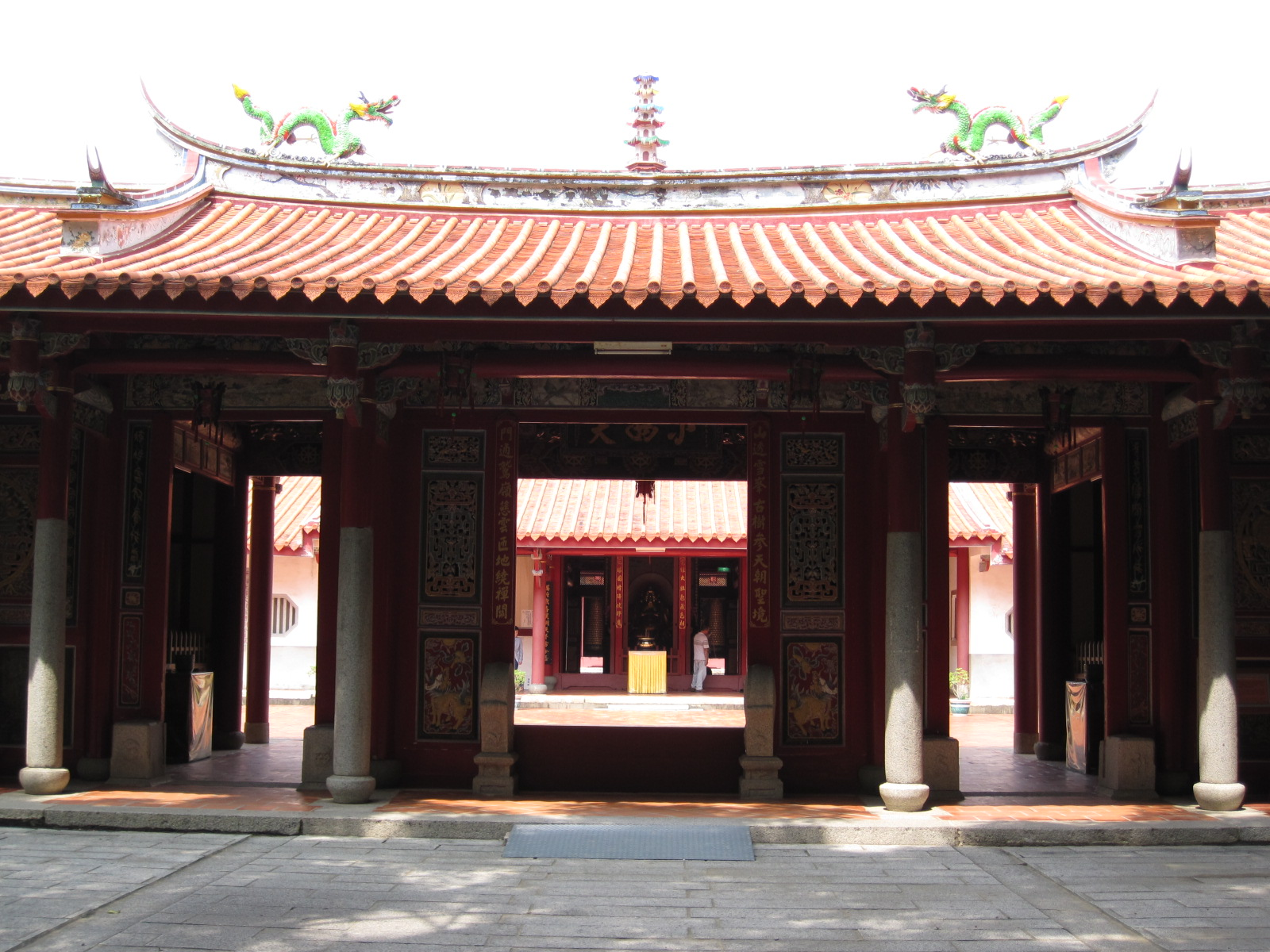
三川門遠觀
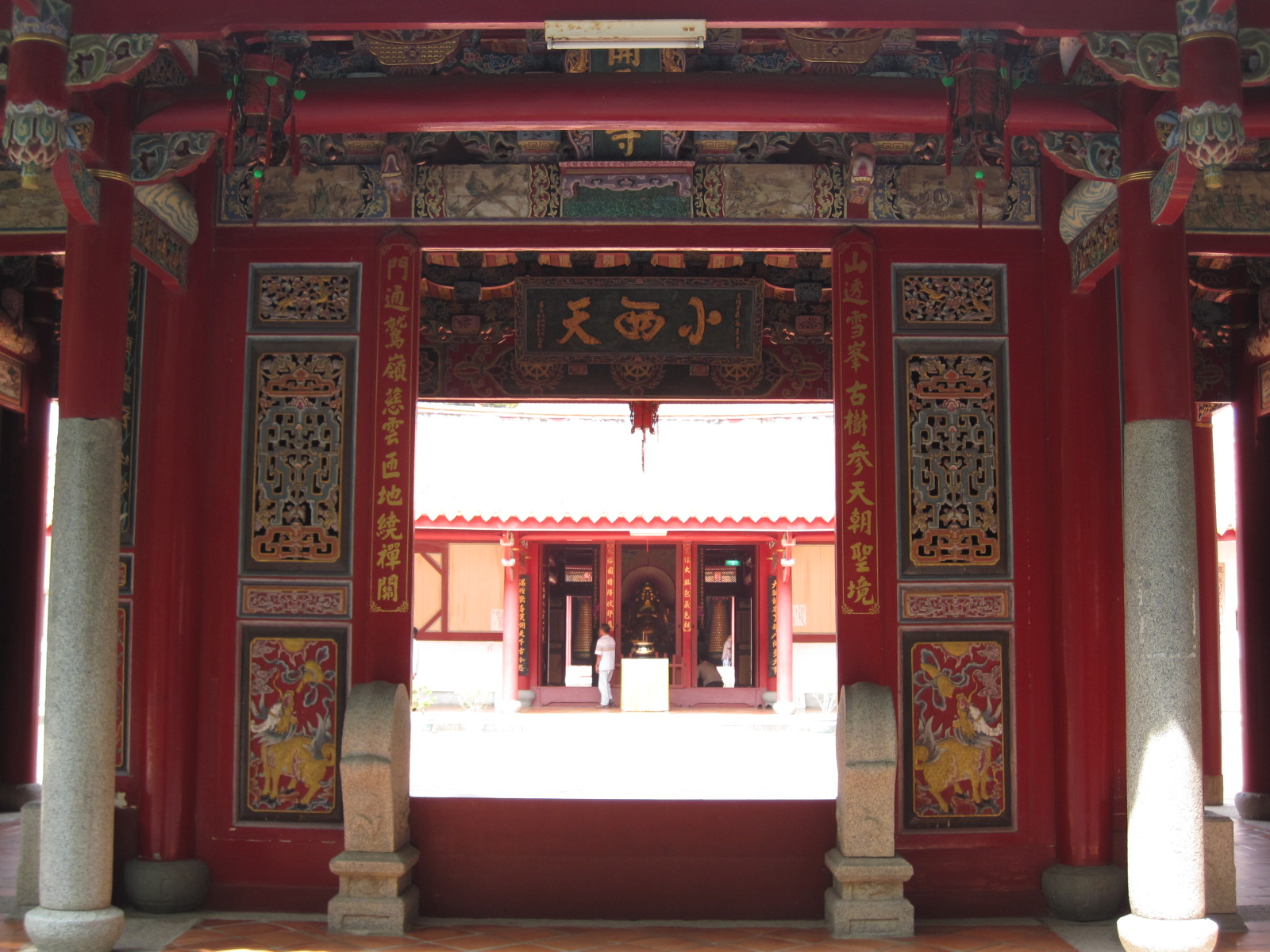
三川門近看
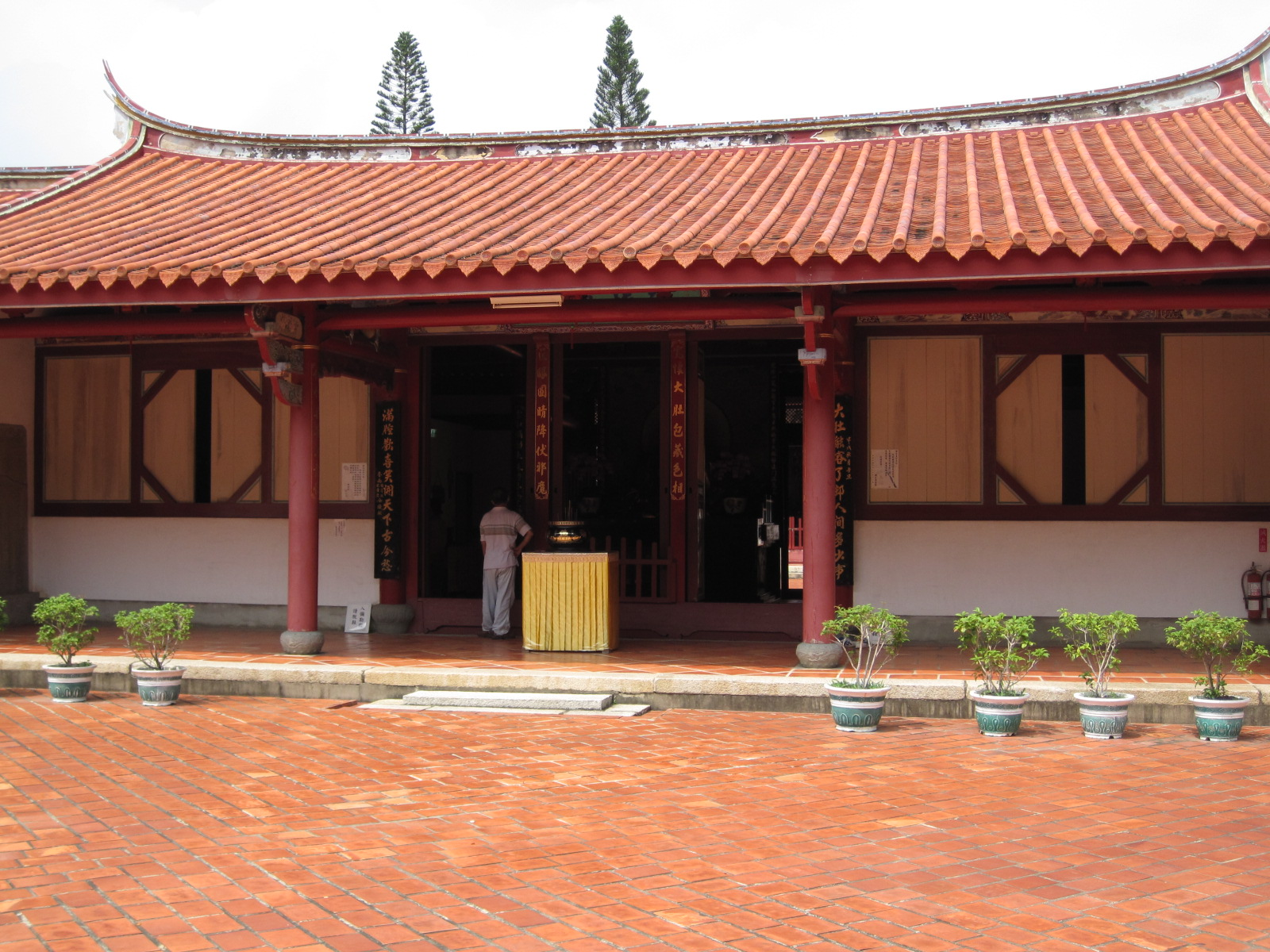
彌勒殿
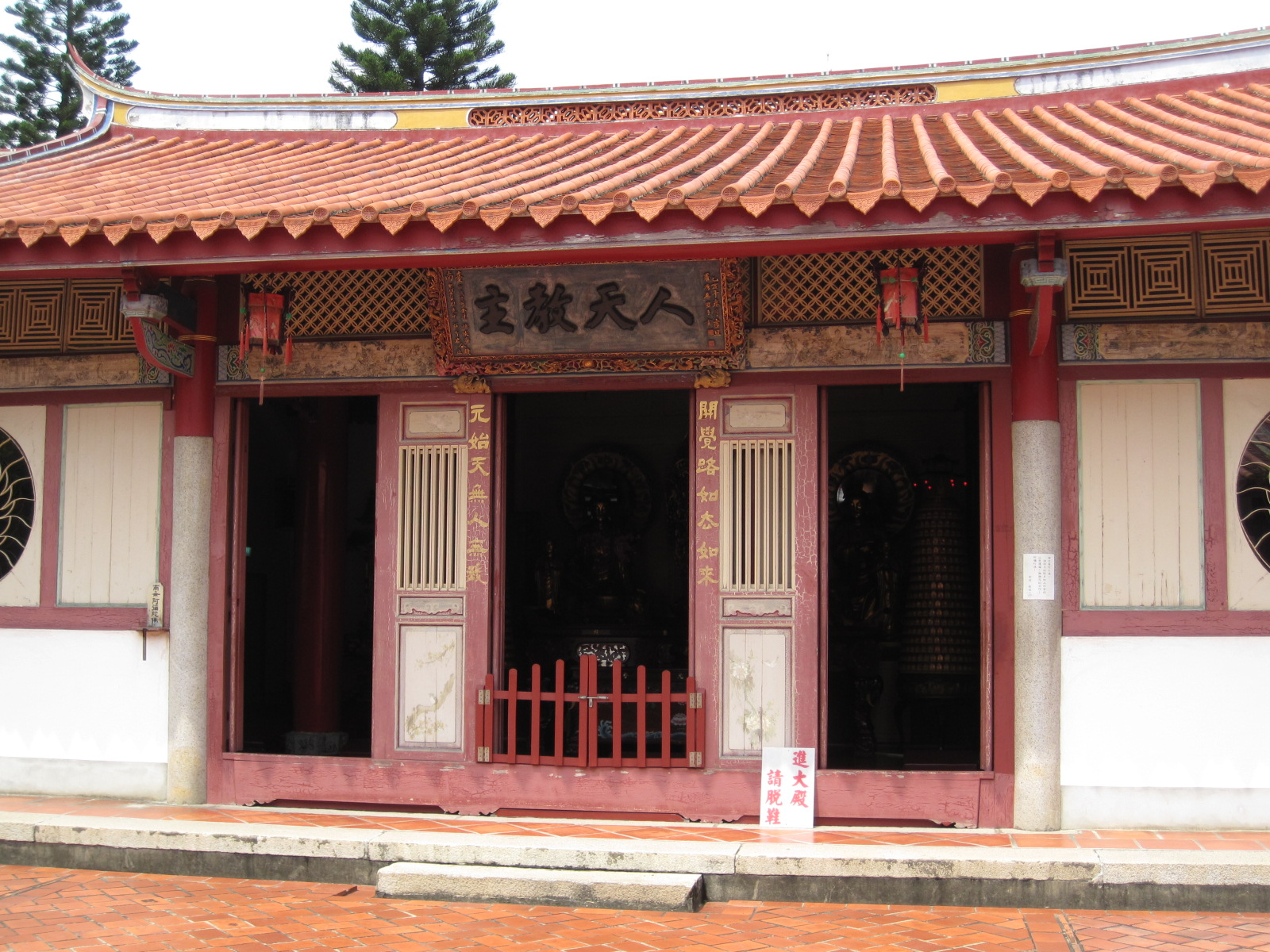
大雄寶殿
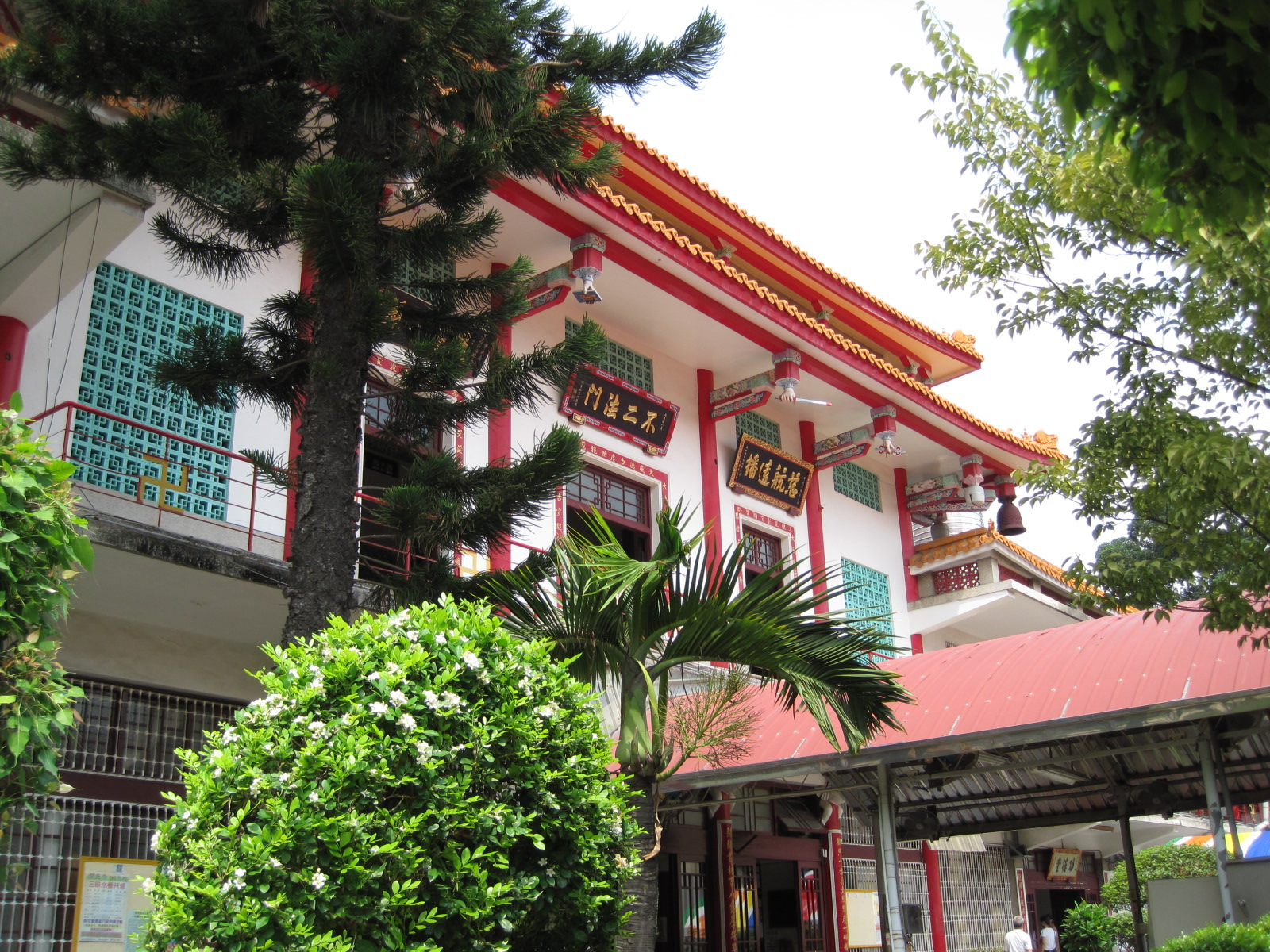
大士殿
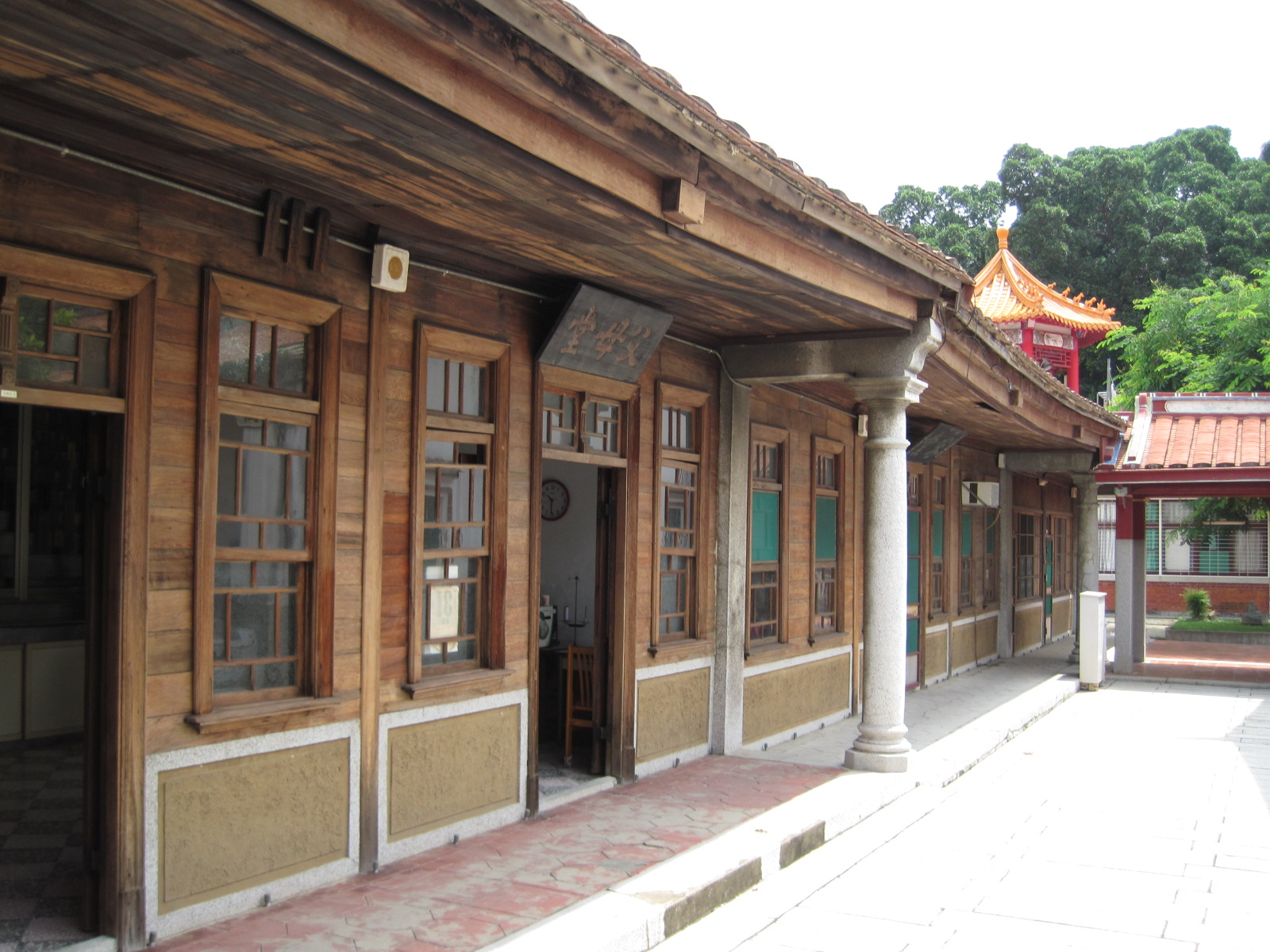
左護龍

開元寺坐西朝東，在蔣元樞整修之後為四殿兩廂房的建築群，為符合伽藍七堂的寺院。從北園街上的山門進入後，便是寬廣的廟埕，廟埕北邊立有碑亭。而過了廟埕之後，便是三川門，其中央寬五開間，有三對由臺南名師蔡草如所繪的門神，分別是中央的韋馱與伽藍護法與兩側的四大天王。而在三川門之上，外掛有「開元寺」匾，內則掛「小西天」匾，門旁還有清代名士林朝英所書的楹聯。而在三川門之內，則於兩側供奉哼哈二將。
進了三川門後，其後便是彌勒殿（天王殿），左邊則為開山堂，右邊為淨業堂。彌勒殿供奉彌勒佛與四大天王，而在彌勒佛背後則供有韋馱神像。開山堂裡因該寺與鄭經與其母董夫人有淵源，而供有延平郡王鄭成功神位，此外堂中還供有弘法大師塑像及西天東土歷代祖師香位，牆上還掛有歷代住持畫像並附略傳。弘法大師塑像是已廢寺的日本時代真言宗台南高野寺的遺物。淨業堂裡主祀地藏王菩薩和眾多信徒的牌位，而乾隆年間的知府蔣元樞重修該寺時所立的「重修海會寺圖碑」正存放於此堂中。
彌勒殿之後便是大雄寶殿，供奉釋迦牟尼、普賢菩薩與文殊菩薩，另外還陪祀了多尊菩薩、尊者與十八羅漢。而在此殿中亦存有康熙時由首任住持志中禪師閉關三年募款，於康熙三十四年（1695年）鑄成的銅鐘。

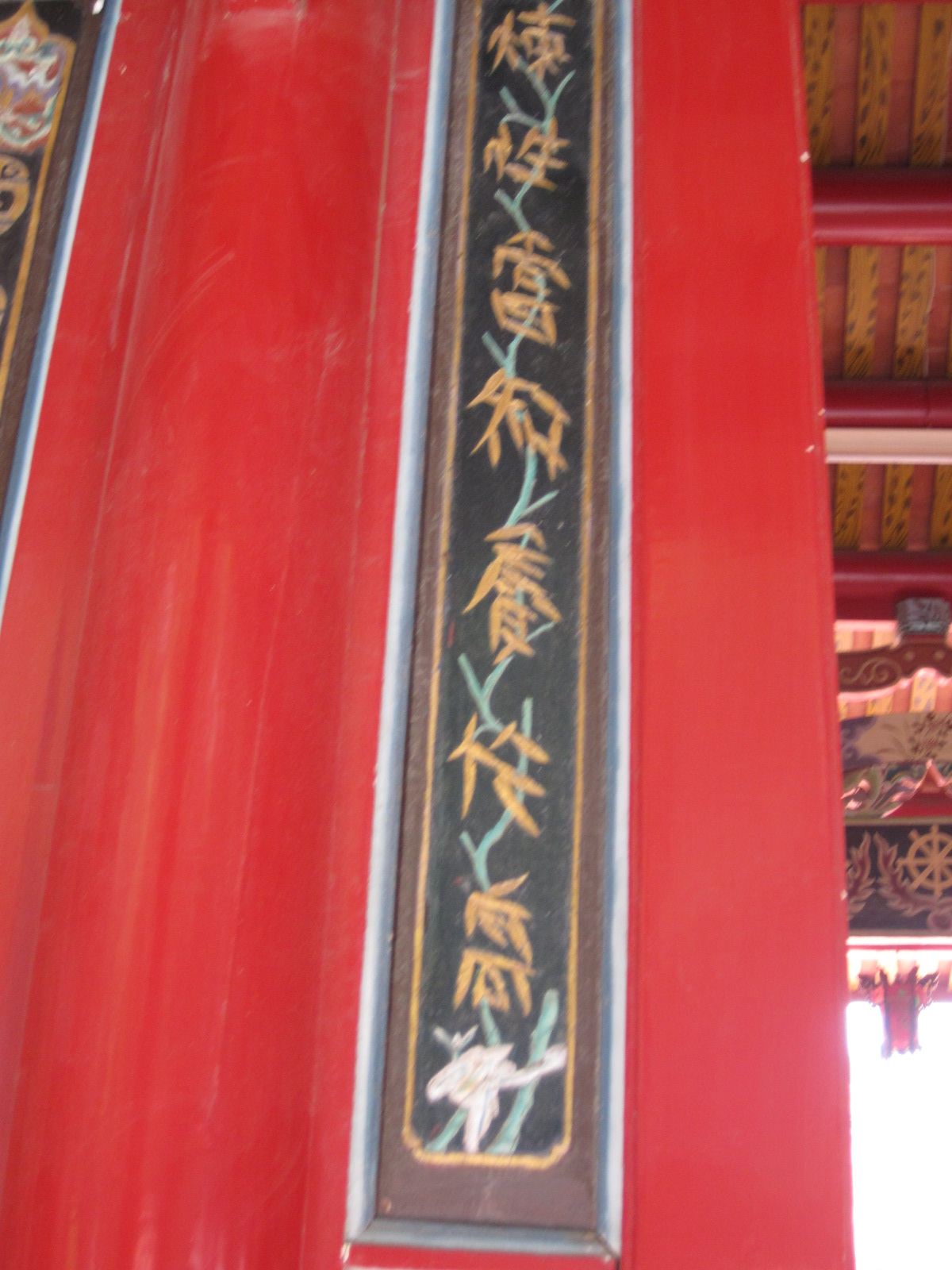
林朝英的竹葉體楹聯。此為下联，所寫之字为“煉性當知養性高”

而經過大雄寶殿後方的拜亭之後，便是大士殿。該殿為新建的鋼筋混凝土建築，一樓中央為正殿，供奉觀音菩薩，其左為功德堂，右為南山堂，而二樓中央則主祀千手觀音，旁有小型的地藏王殿與鄭王殿，此外這裡還附設有民國六十八年（1979年）創辦的「慧光圖書館」。其中南山堂是紀念佛教南山律宗創始人道宣而建，而功德堂裡則有北園別館時的古井，因鄭經的生活起居用水來自此井，故名鄭經井，此外這裡還有當年鑿井挖出的白色海螺化石，乃鎮寺之寶。
在彌勒殿與大雄寶殿的兩邊有左右護龍，其中左護龍仍是日治時期昭和八年（1933年）整修時的樣貌，呈現日式建築的素木風格，於此設有禪房、客堂與父母堂。右護龍則已改為磚石建築，其中設有供奉禪宗達摩祖師的祖師殿。而在護龍之外，則有新建的二層樓禪房。

## 法脈
開元寺本身一直為廣納十方各派的道場，其法脈系統大致上可分為下列四支演派：萬安廣恩禪師演派（泉州承天寺系統）、雪峰祖定禪師演派（黃檗山萬福禪寺密雲圓悟禪師法脈）、普陀前寺演派（南海普陀山普濟寺）、普陀前寺演派（鼓山湧泉寺維修上人法脈）。
以上演派除萬安廣恩禪師演派為曹洞宗系統外，其餘三支皆為臨濟宗系統。

## 歷代住持
- 第1任 志中能禪師（福建泉州人）
- 第2任 竺庵宗禪師
- 第3任 介山雲禪師
- 第4任 石峰聲禪師
- 第5任 道純益禪師
- 第6任 昭寬懷禪師
- 第7任 道淵源禪師
- 第8任 堅持戒禪師
- 第9任 榮芳達源禪師（臺灣鳳山人）
- 第10任 悟順來勝禪師（福建興化人）
- 第11任 寶山    禪師（臺灣新竹人）
- 第12任 妙諦    禪師（臺灣臺南人）
- 第13任 妙覺    禪師（臺灣臺南人）
- 第14任 義心寬  禪師（臺灣嘉義人，後還俗）
- 第15任 永定宏淨禪師（臺灣臺南人）
- 第16任 玄精法通禪師（臺灣鹽水人）
- 第17任 清源傳芳禪師（臺灣臺南府人）
- 第18任 成圓    禪師（臺灣基隆人）
- 第19任 得圓印如禪師（臺灣嘉義人）
- 第20任 證光    禪師（臺灣員林人）[9]
- 第21任 隱圓印明禪師（臺灣白河人）
- 第22任 眼淨證法禪師（臺灣下營人）。[8]
- 第23任 悟慈    禪師（臺灣臺南人）
- 第24任 郁定    和尚（臺灣古坑人；當今住持禪師，2005年昇座）

## 其他

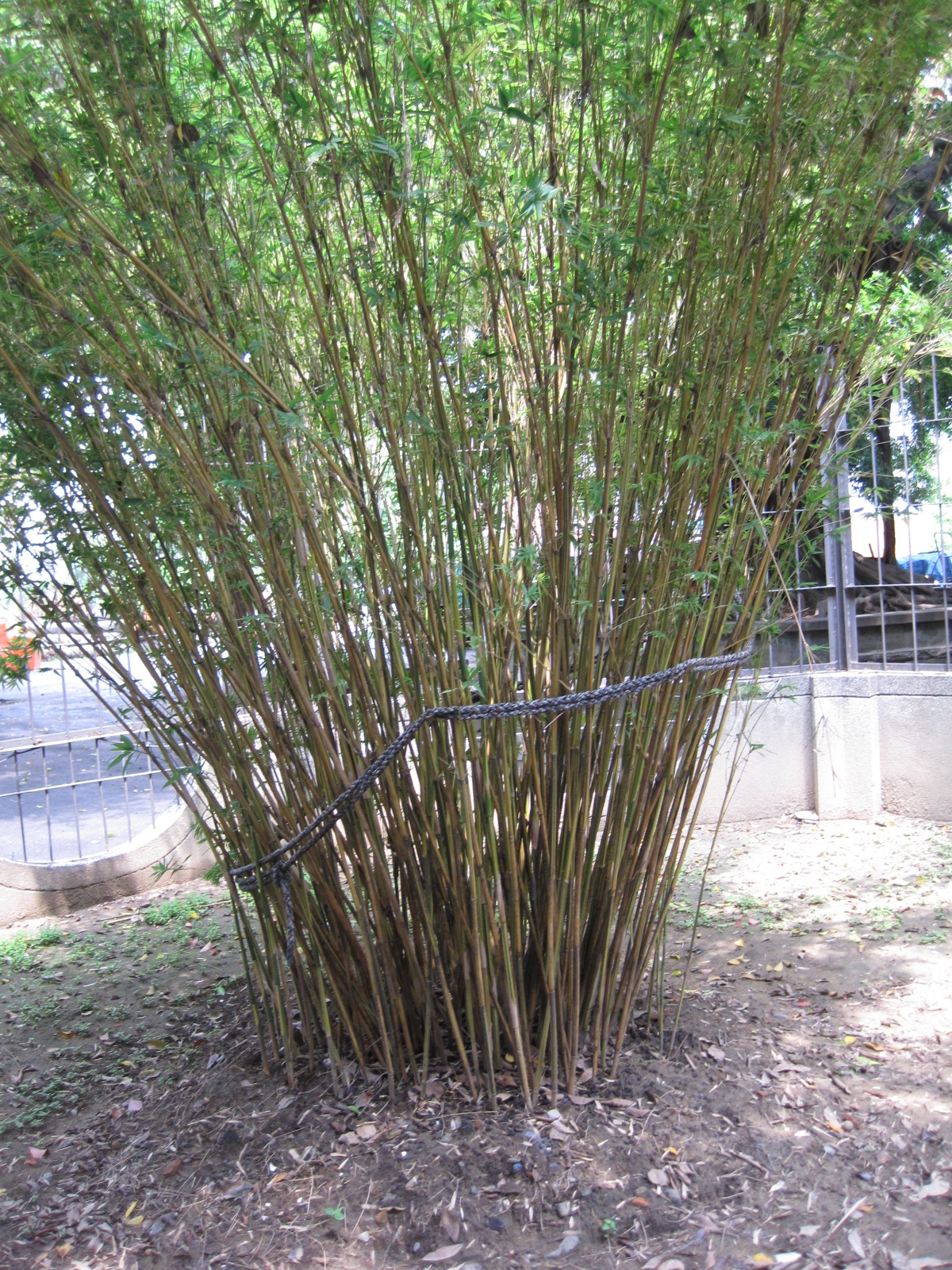
七弦竹

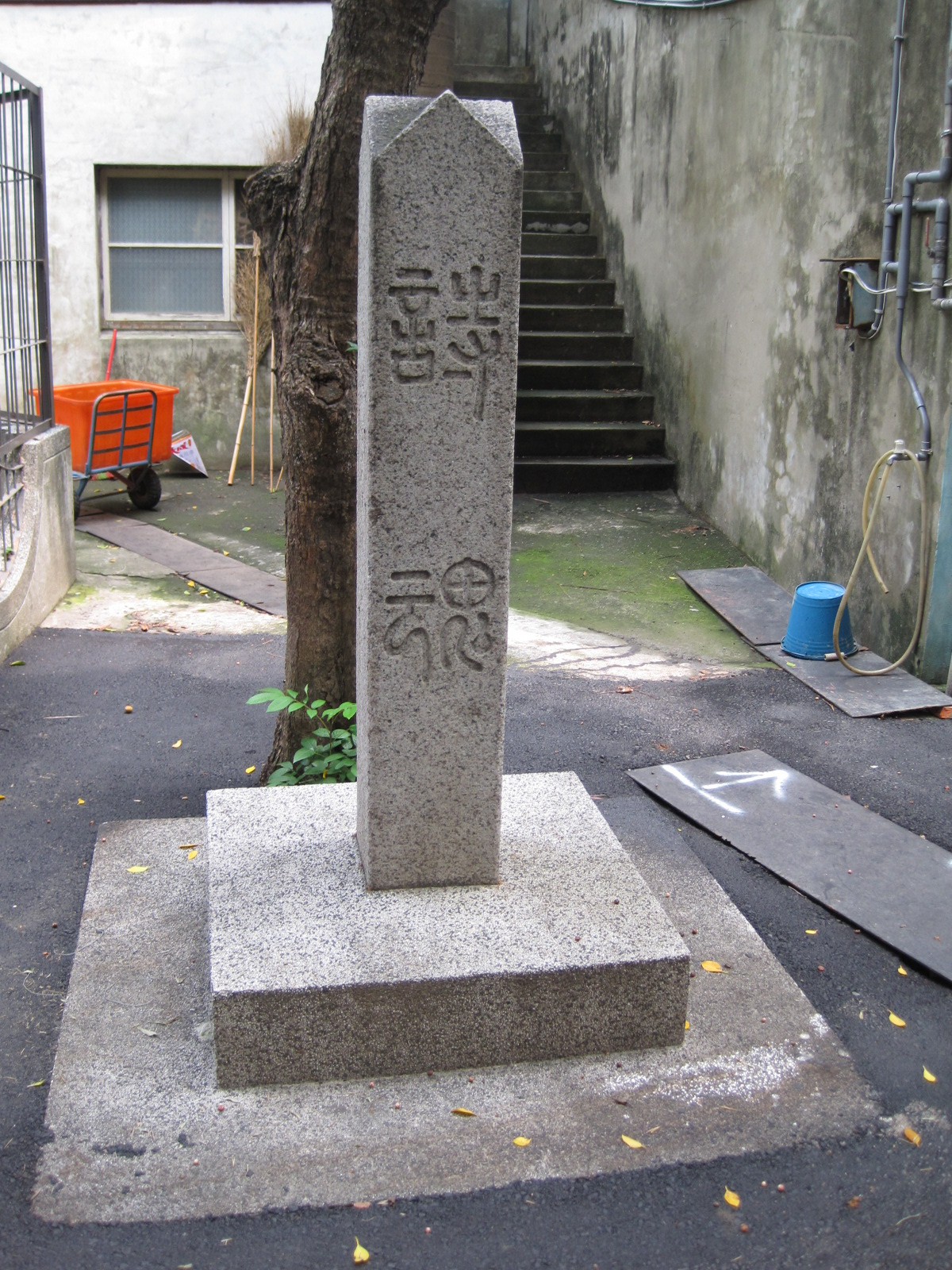
詩魂碑

### 七弦竹
此竹位於大士殿左側新建禪房的北邊，據傳是鄭經之母董夫人所種，為來自襄陽臥龍崗的竹中異品，在臺灣相當少見。其特徵為莖幹略呈黃綠色且極為細長，而因在上頭有七條平行延伸的青色絲紋，故名「七弦」。

### 詩魂碑
詩魂碑立於七弦竹旁，為日治時期的昭和五年（1930年），因當時推行皇民化運動，在寺中活動的詩社如南社為避免遭到文字獄而將長年以來的詩稿埋於地下，立此碑以誌之。

## 圖片

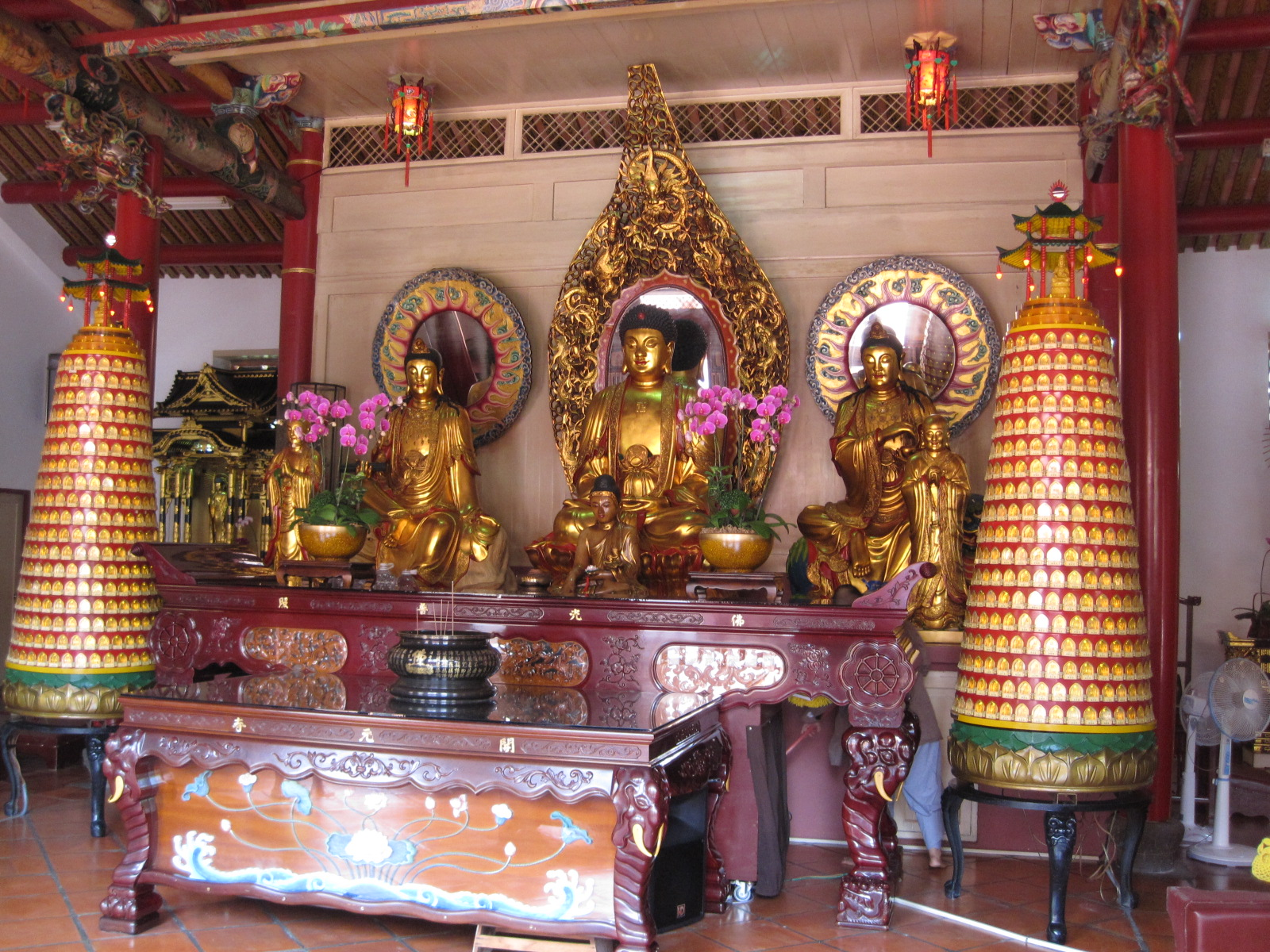
大雄寶殿裡供奉的華嚴三聖
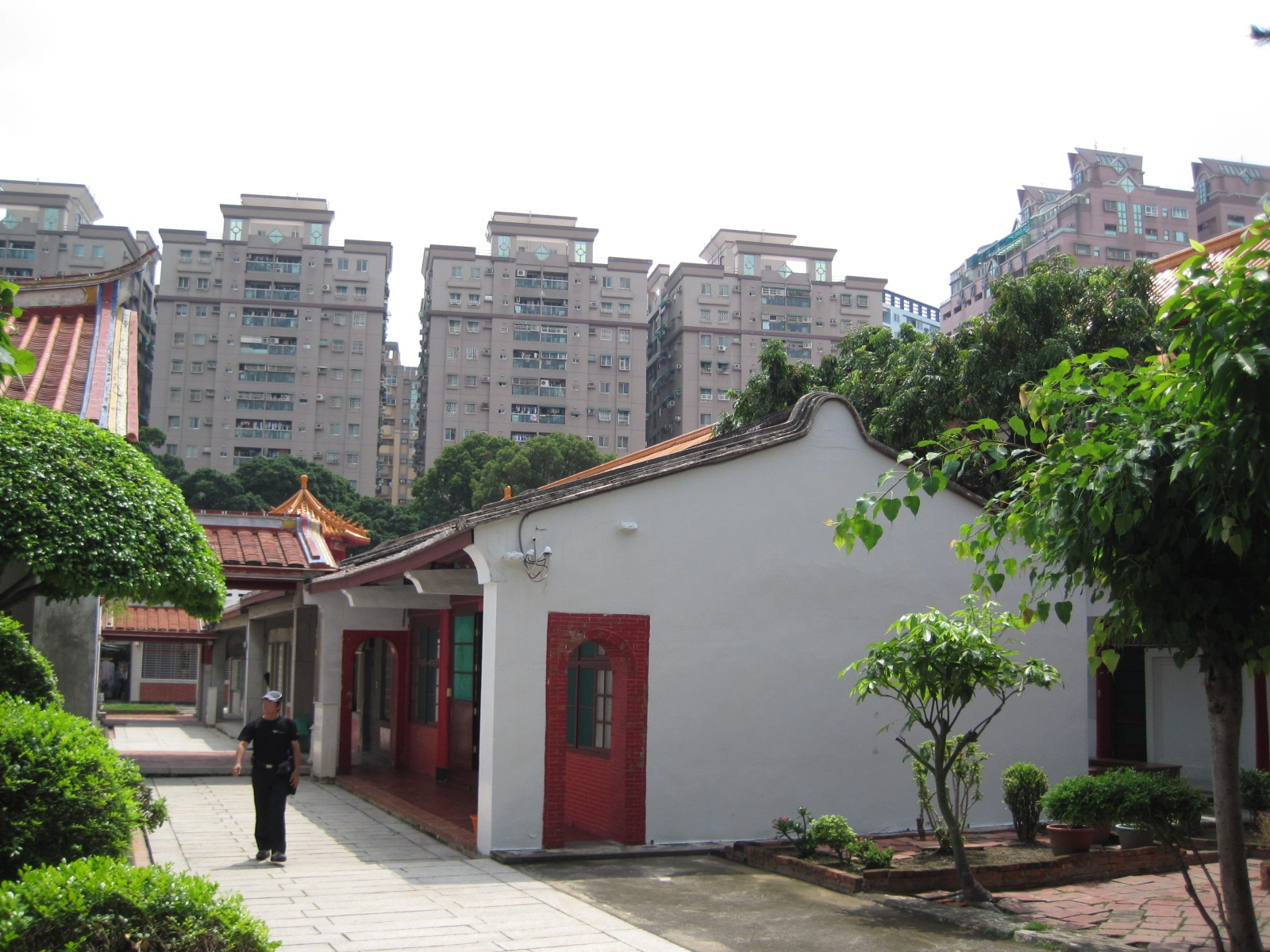
右護龍
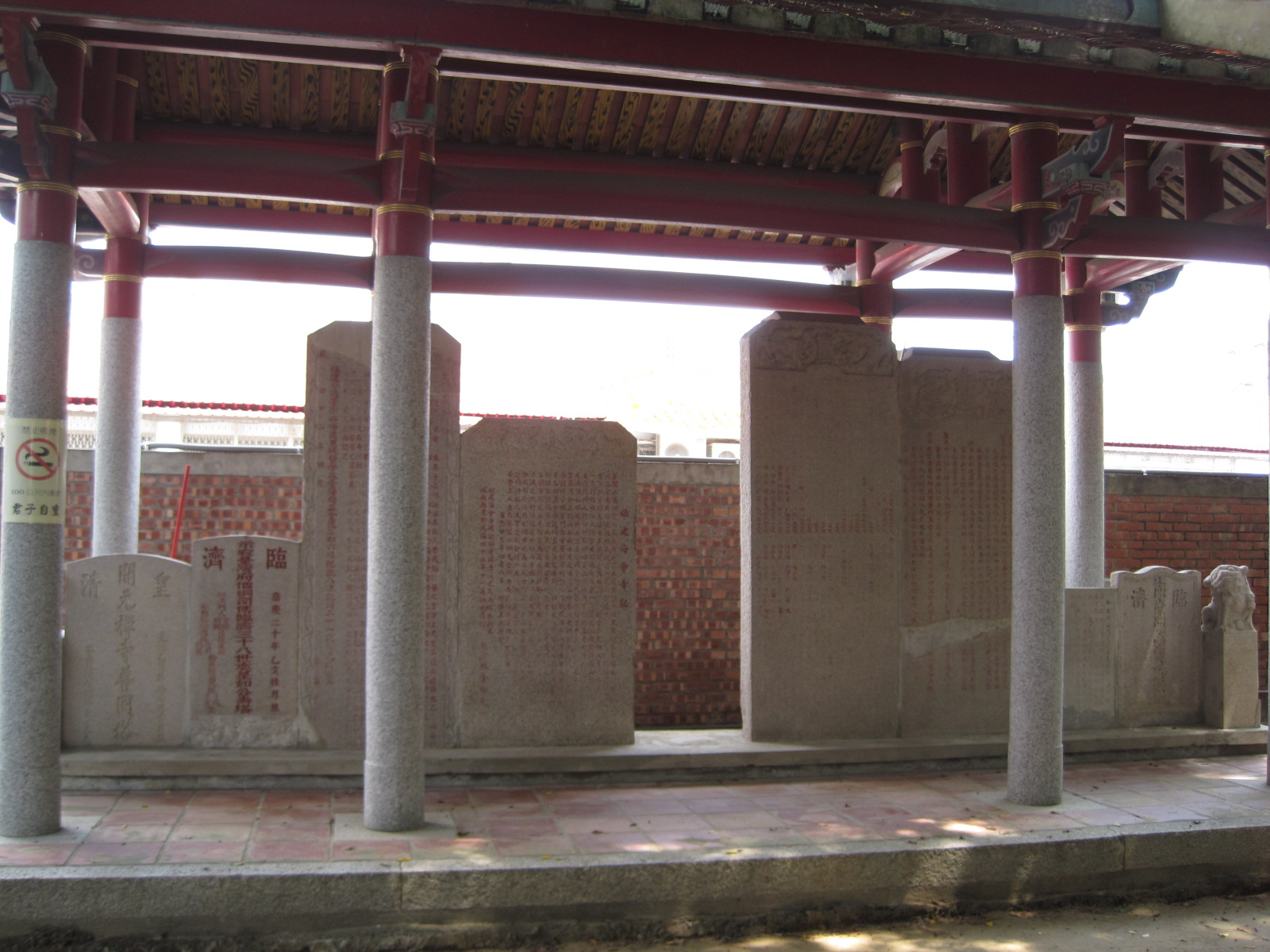
碑亭
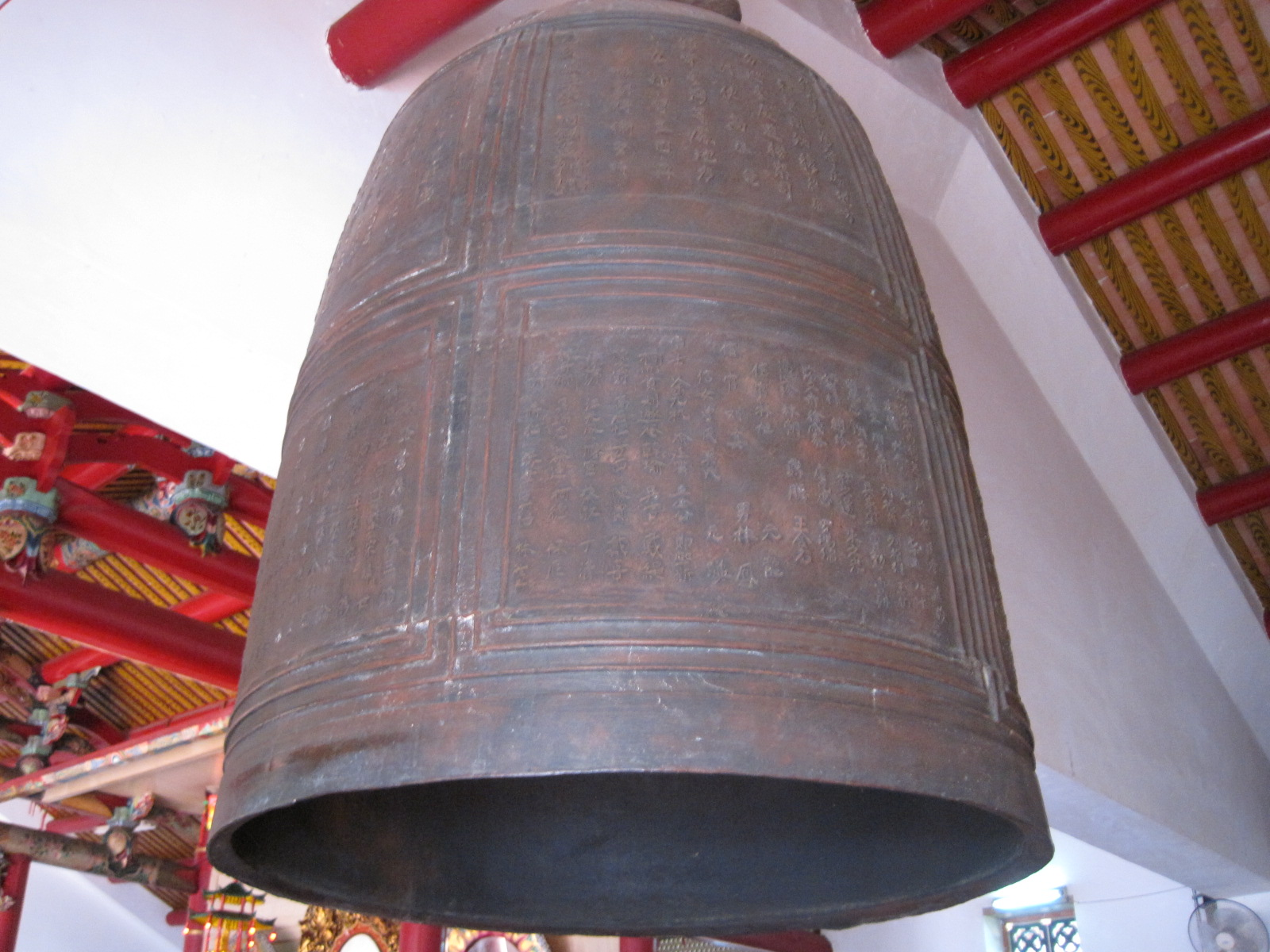
康熙時的古鐘，此為台灣最早鑄造的古鐘[6]。
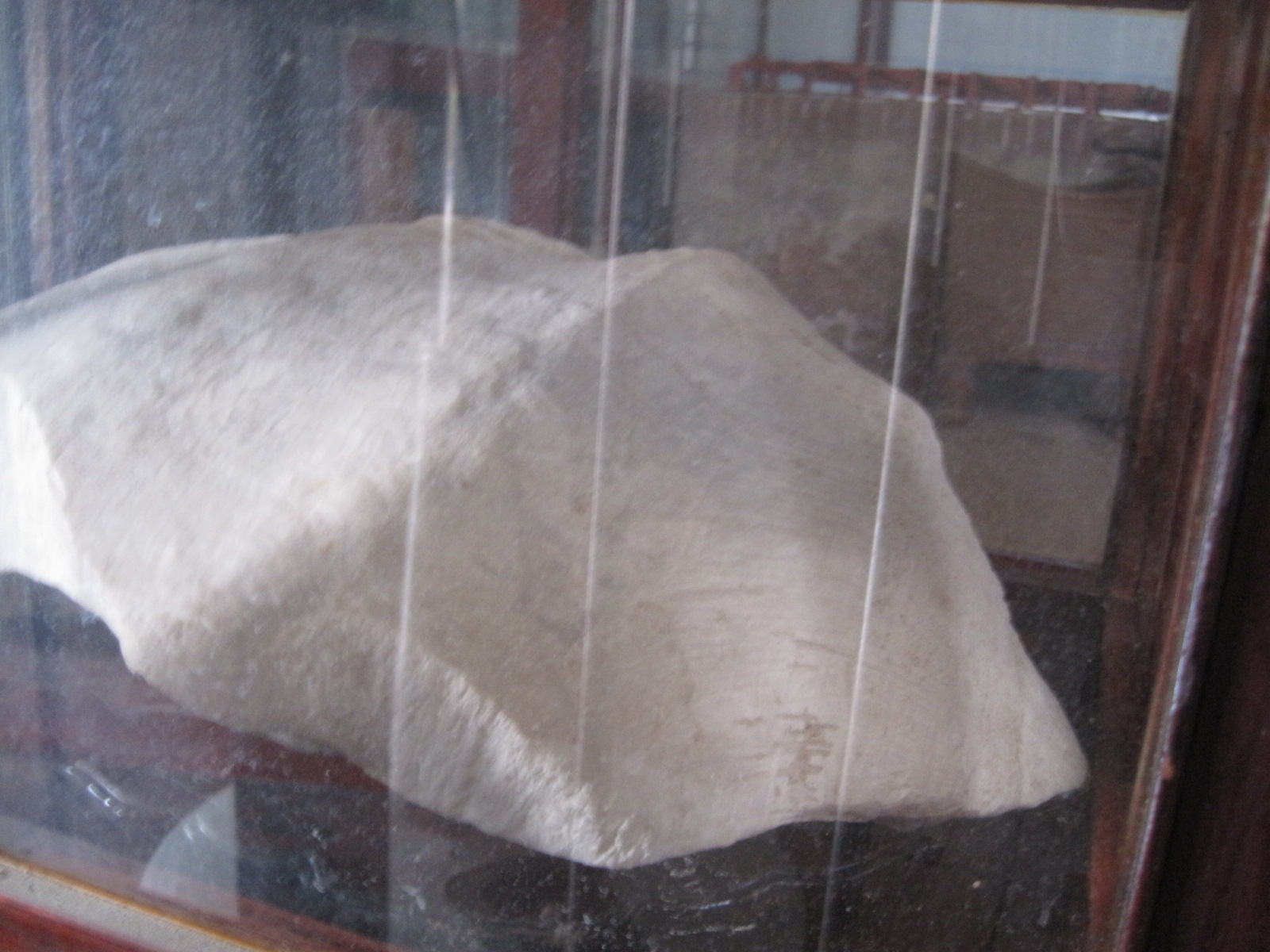
海螺化石，乃開元寺鎮寺之寶[2]。
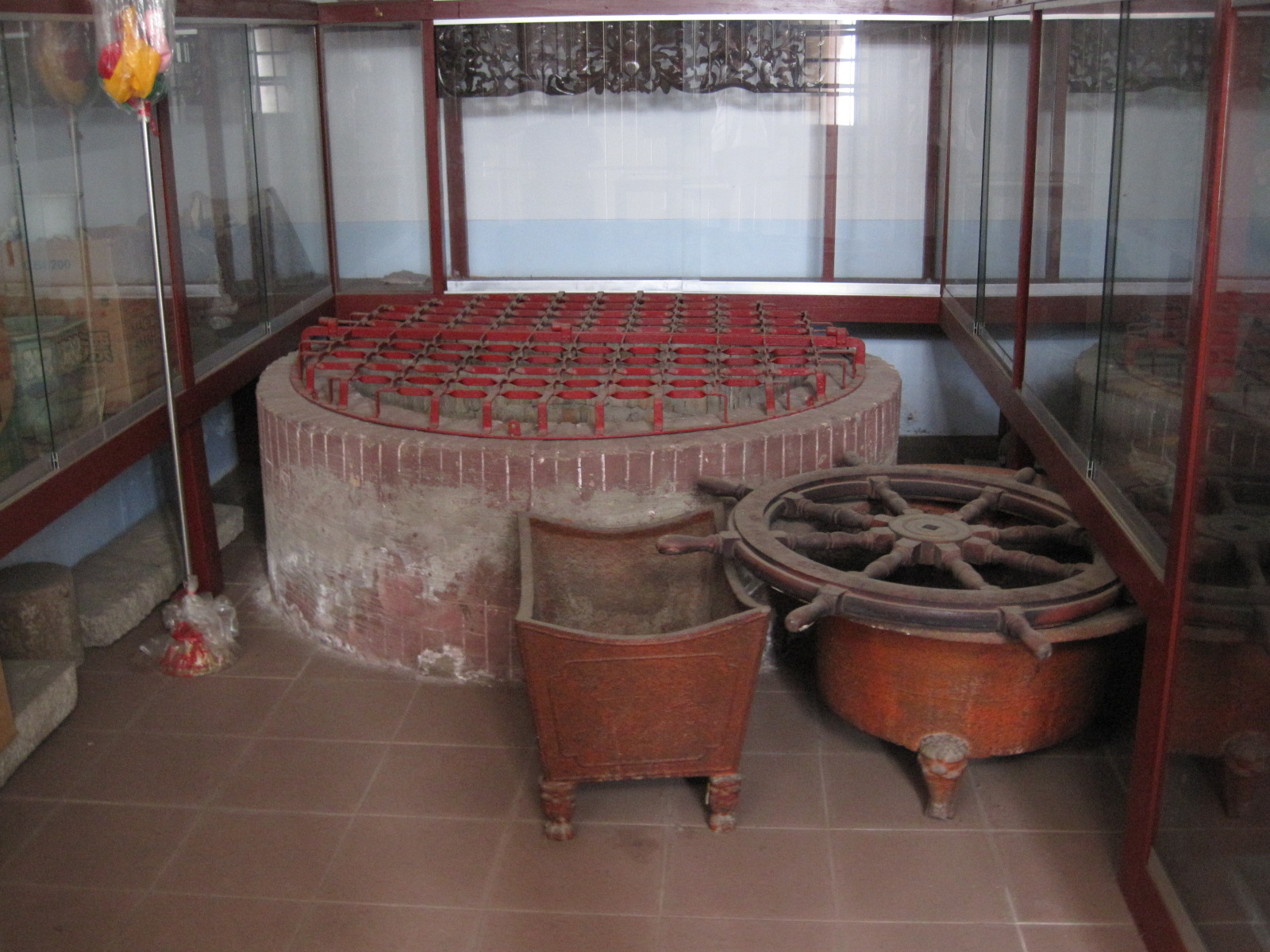
鄭經井

## 外部連結
- 官方网站 （页面存档备份，存于）
- 開元寺——文化部文化資產局  （页面存档备份，存于）
- 開元寺——文化部iCulture （页面存档备份，存于）
- 開元寺——臺灣宗教文化地圖 （页面存档备份，存于）